# اسپوریوس کاسیوس

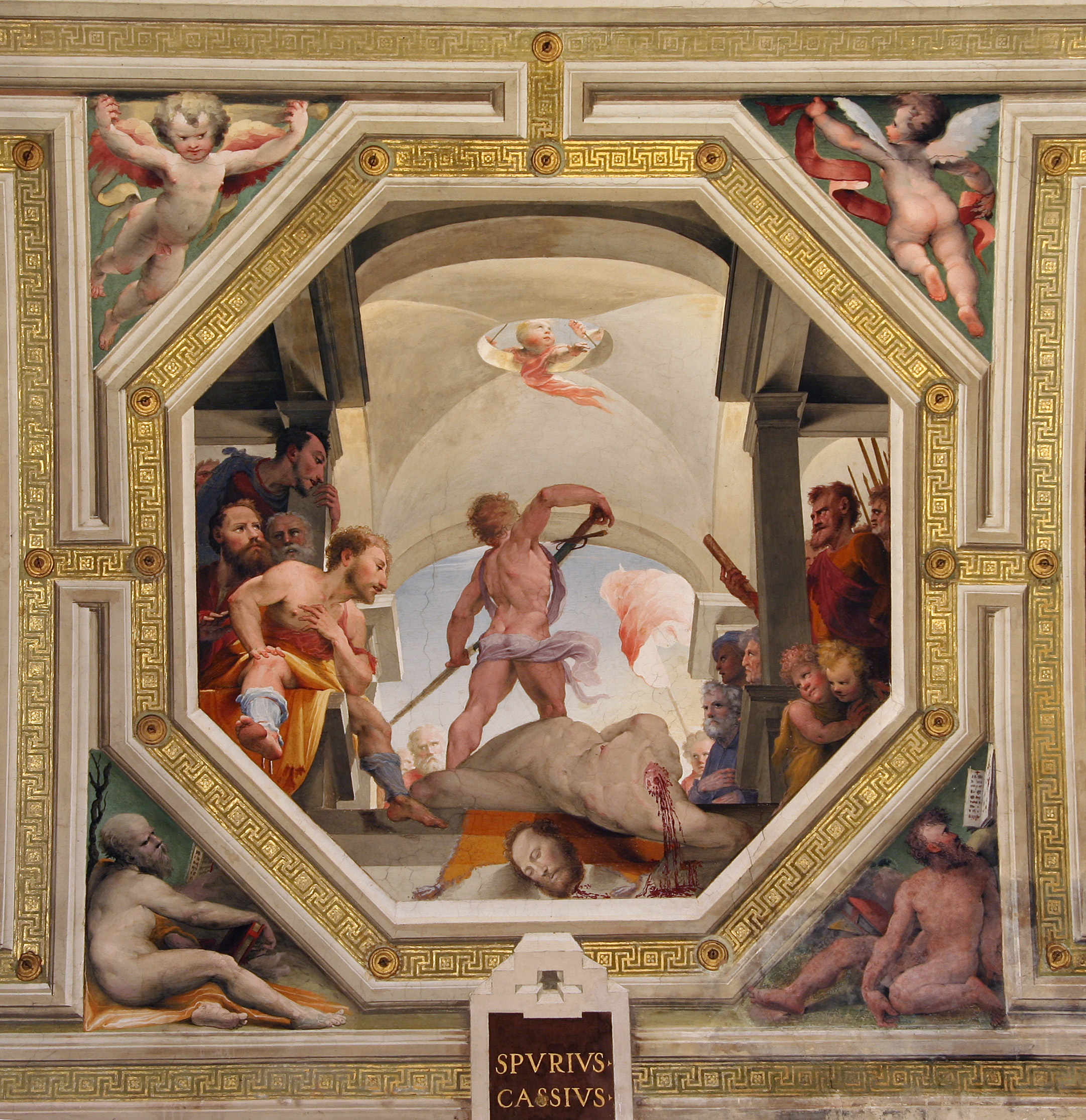
اعدام اسپوریوس کاسیوس (اثر دومنیکو دی پاچه بکافومی، واقع در سیه‌نا)

اسپوریوس کاسیوس وکلینوس (به لاتین: Spurius Cassius Vecellinus) (سدهٔ ششم ق.م. ــ ۴۸۵ ق. م) یک دولتمرد و نظامی اهل جمهوری روم در سده‌های ششم و پنجم قبل از میلاد بود که به‌عنوان نخستین ارباب سواران این جمهوری خدمت کرد و سه بار (سال‌های ۵۰۲ و ۴۹۳ و ۴۸۶ ق. م) به کنسولی رسید و دو بار تریومفوس برگزار کرد. شهرت او به‌سبب امضای معاهدهٔ کاسیوسی و پیش‌کشیدن نخستین قانون اصلاحات ارضی در روم موسوم‌به قانون ارضی کاسیوسی است.

## مناصب سیاسی
نام Spurius Cassius Vecellinus در سالنامهٔ کنسولی به‌عنوان کنسولِ سال‌های ۵۰۲ و ۴۹۳ و ۴۸۶ ق.م. ذکر شده‌است.

### نخستین کنسولی (۵۰۲ ق. م)
در ۵۰۲ ق. م، اسپوریوس کاسیوس به‌همراه اپیتر ورگینیوس به کنسولی برگزیده شد. طبق نوشته‌های تیتوس لیویوس، مؤلف کتاب از پیدایش روم، این دو کنسول جنگ با مستعمره‌نشین سوئسا پومتیا را، که کنسولانِ سالِ قبل آغازیده بودند، پی‌گرفتند و این شهر را وادار به تسلیم کردند و مِهترانش را گردن زدند و ساکنانش را به بردگی فروختند و شهر را با خاک یکسان کردند. البته دیونوسیوس هالیکارناسی می‌گوید که اسپوریوس کاسیوس رومیان را برضد سابینان رهبری کرد و شکستشان داد. هر دو مؤرخ به برگزاری جشن پیروزی این دو کنسول پس از بازگشت فاتحانه‌شان به روم تصریح کرده‌اند.

### ارباب سواران
در ۵۰۱ ق. م، تیتوس لارکیوس به‌عنوان نخستین دیکتاتور و کاسیوس به‌عنوان نخستین ارباب سواران تاریخ روم برگزیده شد.

### دومین کنسولی (۴۹۳ ق. م)
در ۴۹۳ ق. م، کاسیوس برای دومین‌بار به کنسولی برگزیده شد و همکارش پوستوموس کومینیوس بود. این دو کنسول در طول بست‌نشینی توده‌ها و تأسیس منصب تریبون‌های مردمی کنسولی‌شان را آغازیدند.

#### معاهدهٔ کاسیوسی
در طول دومین کنسولی‌اش، او معاهدهٔ کاسیوسی میان رومیان و لاتینان را امضاء کرد و نام خود را بدین معاهده داد؛ این معاهده روابطی دوستانه و اتحاد نظامی میان دولت جمهوری روم و دولت‌شهرهای لاتین را تعریف و تنظیم می‌کرد. سیسرون می‌نویسد که یک کپی این معاهده در زمان او همچنان وجود داشته‌است و دیونوسیوس هالیکارناسی نیز مفادش را به‌طور خلاصه تشریح می‌کند. وقتی کاسیوس مشغول مذاکره و انعقاد معاهده با لاتینان بود، همکارش پوستوموس کومینیوس ارتش را برضد ولسکیان رهبری و دولت‌شهر کوریولی را به‌کمک نیائئوس مارکیوس کوریولانوس تصرف کرد.

### سومین کنسولی (۴۸۶ ق. م)
در ۴۸۶ ق. م، کاسیوس برای سومین‌بار به کنسولی برگزیده شد و همکارش پروکولوس ورگینیوس بود. کاسیوس با سپاهی برضد ولسکیان و هرنیکیان راهی شد لیکن چون دشمنان از وی صلح درخواستند، با ایشان به صلح شد. با وجود اینکه جنگ نکرد، دومین تریومفوسش را جشن گرفت. او با انعقاد معاهدهٔ کاسیوسی با لاتینان در دوران دومین کنسولی‌اش و معاهدهٔ اتحاد با هرنیکیان در سومین کنسولی‌اش توانست فدراسیون یا اتحادیه‌ای تأسیس کند که قدرت روم را به دوران آخرین پادشاهانش، سرویوس تولیوس و تارکوئینیوس متکبر، رساند ــ هرچند در روم کسانی بودند که انعقاد معاهده با هرنیکیان را خوش نمی‌داشتند. دیونوسیوس هالیکارناسی می‌گوید که با این معاهده هرنیکیان از حقوقی برابر با رومیان و لاتینان بهره‌مند و هریک از این سه خَلق از یک‌سومِ زمین‌های تصرف‌شده به‌دست ارتش برخوردار می‌شدند.

### لایحهٔ تقسیم اراضی
پس از معاهده با هرنیکیان، کاسیوس یک لایحهٔ تقسیم اراضی پیش‌کشید که موسوم‌به قانون اصلاحات ارضی کاسیوسی شد. او با این لایحه خواستار توزیع زمین‌های عام‌المنفعهٔ روم میان شهروندان رومی و متحدان لاتینی و هرنیکی شد. این لایحه با مخالفت شدید اشرافیان، مالکان آن اراضی، روبرو شد و ایشان را نگران کرد که مبادا کاسیوس می‌خواهد با دادودهش‌های مفتیْ خودش را محبوب توده‌ها کند. حتی کنسولِ همکارش، ورگینیوس، نیز با این عطایای ارضی مخالف بود و آن را نوعی رشوه جهت احیای نظام پادشاهی می‌دانست؛ توده‌های روم نیز با نظر تحقیر بدین تقسیم اراضی می‌نگریستند زیرا می‌دیدند که لاتینان و هرنیکیان هم از این اراضی سهمی خواهند برد.در حقیقت، قانون پیشنهادی کاسیوس صرفاً احیای یکی از قوانین کهن سرویوس تولیوس، ششمین پادشاه روم، بود که مقرر می‌داشت که سهم اشراف و زمین‌داران از اراضی عام‌المنفعهٔ روم باید کاهش یابد و مابقی میان توده‌ها توزیع شود.

### محکومیت
سال بعد، در ۴۸۵ ق.م. و در دوران کنسولی سرویوس کورنلیوس و کوئینتوس فابیوس، با شکایت دو کوایستور به‌نام‌های کایسو فابیوس و لوکیوس والریوس کاسیوس دادگاهی شد و به اتهام سلطنت‌طلبی محاکمه گردید و آن دو کوایستور وی را از بالای صخرهٔ تارپیئا به پایین پرت کردند. تیتوس لیویوس می‌گوید که احتمالاً پدر خودش او را محاکمه کرد و شلاق زد و اعدام کرد و دارایی‌هایش را وقف کرس کرد و به یاد این موقوفات تندیسی ساخت و بر آن نوشت: «اهدایی خاندان کاسیان؛» دولت نیز خانه‌اش را ویران کرد که تا سده‌ها فضایی خالی روبروی معبد الهه تلوس از آن باقی‌ماند.